# 1180

## أحداث
- قلج أرسلان الثاني يتحالف مع صلاح الدين الأيوبي بعد وفاة الإمبراطور البيزنطي مانويل كومنينوس
- تولي أحمد الناصر لدين الله العباسي الخلافة.

## مواليد
- أرنو دانيال

## وفيات
- السموأل بن يحيى المغربي
- المستضيء بأمر الله
- لويس السابع

وغيرهم